# غلافچه
غلافچه (به لاتین: Xəlafşə) یک منطقهٔ مسکونی در جمهوری آرتساخ است که در استان هادروت واقع شده‌است.